# Parlement de Nauru
24e législature
Bâtiment du Parlement
Le Parlement de Nauru (en nauruan : Naoero parliament ; en anglais : Parliament of Nauru) est l'organe législatif monocaméral de la république de Nauru. 
Établi en 1968, au moment de l'indépendance du pays vis-à-vis de l'Australie, le Parlement est régi par la quatrième section de la Constitution.

## Système électoral
Le Parlement est composé de 19 sièges pourvus pour trois ans selon une version modifiée du vote préférentiel appelé méthode Borda et connue à Nauru sous le nom de « système Dowdall ». L'électeur classe l'ensemble des candidats dans sa circonscription par ordre de préférence. Le candidat qu'il classe premier reçoit une voix pleine ; celui qu'il classe second reçoit une demi-voix (0,5 voix) ; celui qu'il classe troisième reçoit un tiers de voix (0,33 voix), et ainsi de suite. Les circonscriptions étant plurinominales, plusieurs sièges y sont à pourvoir : les candidats ayant obtenus le plus de voix cumulées sont élus à hauteur du nombre de sièges dans la circonscription,.
L'électeur doit indiquer un ordre de préférence pour tous les candidats dans sa circonscription. Les bulletins de votes sur lesquels un ordre de préférence n'est pas assigné à chaque candidat sont invalides.
Le nombre de circonscriptions n'est pas fixé par la Constitution, mais s'élève actuellement à huit. Sur ce total, six élisent chacune deux députés ; la circonscription de Meneng en élit trois et celle d'Ubenide en élit quatre, les sièges étant attribués en fonction de leur population.
Il n'y a pas de partis politiques à Nauru, les députés s'associant néanmoins pour former une majorité et une opposition. Le droit de vote est ouvert à tous les citoyens âgés d'au moins 20 ans. Voter est obligatoire – tout comme en Australie, l'ancienne puissance coloniale. La non-participation est punie en principe par une amende de 6 A$.

## Élection
Les élections législatives sont les seules élections nationales à Nauru.
Les candidats aux élections se présentent tous officiellement en indépendant ce qui fait de Nauru une démocratie non partisane, les membres s'associant néanmoins pour former une majorité et une opposition.
L'exécutif, constitué du président de la République et de ses ministres, émane du législatif. Les membres élèvent l'un de leurs pairs à la présidence à la suite de toute élection législative, et le nouveau président de la République nomme quatre à cinq députés aux fonctions de ministres. L'exécutif est responsable devant le législatif, qui peut démettre le président et ses ministres de leurs fonctions, par le biais d'une motion de censure.
Les élections législatives les plus récentes se sont tenues le 24 septembre 2022.
En raison d'une crise politique depuis plusieurs années, provoquée par une égalité numérique récurrente entre deux factions au Parlement, le gouvernement songe à ajouter un dix-neuvième siège au Parlement. Cette mesure est devenue effective en juillet 2012 en ajoutant un siège à la circonscription de Meneng en prévisions des futures élections.

## Fonctionnement

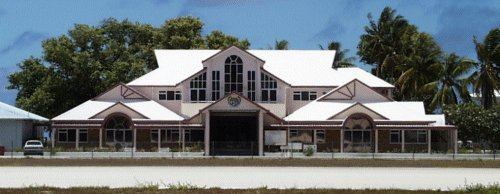
Bâtiment du Parlement à Yaren.

Les sessions parlementaires sont régies et présidées par un député choisi par ses pairs pour occuper la fonction de Président du Parlement (Speaker). Il ne doit pas être un ministre, ni le président de la République. L'actuel Président du Parlement est Marcus Stephen, élu le 27 août 2019 et réélu le 28 septembre 2022,.
La durée de chaque législature est de trois ans.
Le Parlement se décrit lui-même comme similaire au système de Westminster, avec certaines différences notables. Il maintient le principe britannique d'un régime parlementaire où l'exécutif siège au législatif, dont il émane, et envers lequel il est responsable. Toutefois, les pouvoirs du Parlement nauruan sont expressément restreints par une Constitution écrite (tandis que la Constitution du Royaume-Uni est coutumière), et, en l'absence de partis politiques, les distinctions entre la majorité présidentielle et l'opposition peuvent être plus fluides.

## Liste des membres actuels
Les membres qui suivent constituent la vingt-quatrième législature du Parlement, émanant des élections du 24 septembre 2022:
| Circonscriptions | Membres          |
| ---------------- | ---------------- |
| Aiwo             | Rennier Gadabu   |
| Aiwo             | Delvin Thoma     |
| Anabar           | Maverick Eoe     |
| Anabar           | Pyon Deiye       |
| Anetan           | Timothy Ika      |
| Anetan           | Marcus Stephen   |
| Boe              | Martin Hunt      |
| Boe              | Asterio Appi     |
| Buada            | Shadlog Bernicke |
| Buada            | Bingham Agir     |
| Meneng           | Lionel Aingimea  |
| Meneng           | Jesse Jeremiah   |
| Meneng           | Khyde Menke      |
| Ubenide          | David Adeang     |
| Ubenide          | Russ Kun         |
| Ubenide          | Reagan Aliklik   |
| Ubenide          | Wawani Dowiyogo  |
| Yaren            | Isabella Dageago |
| Yaren            | Charmaine Scotty |

### Constitution de Nauru
- (en)  Nauru. « Constitution de Nauru ». (version en vigueur : 1968) [lire en ligne (page consultée le 21 février 2023)].

1. ↑  Section IV de la Constitution.
2. ↑  Article 16 et 18 de la Constitution.
3. ↑  Article 17 de la Constitution.
4. ↑  Article 24 de la Constitution.
5. ↑  Article 34 de la Constitution.
6. ↑  Article 41.7 de la Constitution.

### Autres références
1. 1 2 3  Nauru : système électoral, Union interparlementaire.
2. 1 2  (en) « Who comprises Parliament ? », sur nauru.gov.nr (consulté le 27 janvier 2021)
3. ↑  (en) Rédaction, « Nauruans vote for a new parliament », sur rnz.co.nz, Radio New Zealand, 24 septembre 2022 (consulté le 9 octobre 2022)
4. ↑  (en) « No guaranteed result from Nauru election », sur Radio Australie, 21 juin 2010
5. ↑  « President Dabwido gives it another go », sur Islands Business, 6 juin 2013 (version du 26 septembre 2013 sur Internet Archive).
6. ↑  (en) « Aingimea chosen as Waqa's successor in Nauru », sur Radio New Zealand, 27 août 2019 (consulté le 6 janvier 2021)
7. ↑  (en) Rédaction, « Pacific news in brief for September 28 », sur rnz.co.nz, Radio New Zealand, 28 septembre 2022 (consulté le 29 septembre 2022)
8. ↑  (en) « About Parliament », sur nauru.gov.nr (consulté le 27 janvier 2021)
9. ↑  (en) Commission électorale de Nauru, « 2022 Parliamentary Election Final Report » [PDF], sur election.com.nr, 2022 (consulté le 19 mars 2023)